# Ehlange
Ehlange (Luxemburgs: Éiléng, Duits: Ehlingen) is een plaats in de gemeente Reckange-sur-Mess en het kanton Esch-sur-Alzette in Luxemburg.
Ehlange telt 413 inwoners (2001).